# جين نوكي
جين نوكي (بالإيطالية: Gene Gnocchi)‏ هو لاعب كرة قدم إيطالي في مركز الوسط، ولد في 1 مارس 1955 في فيدنزا في إيطاليا. لعب مع نادي ألساندريا ونادي بارما ونادي جنوى.

## وصلات خارجية
- الموقع الرسمي
- جين نوكي على موقع IMDb (الإنجليزية)
- جين نوكي على موقع روتن توميتوز (الإنجليزية)
- جين نوكي على موقع أول موفي (الإنجليزية)
- جين نوكي على موقع قاعدة بيانات الفيلم (الإنجليزية)